# Elmer (Oklahoma)
Elmer é uma cidade  localizada no estado norte-americano de Oklahoma, no Condado de Jackson.

## Demografia
Segundo o censo norte-americano de 2000, a sua população era de 96 habitantes.
Em 2006, foi estimada uma população de 90, um decréscimo de 6 (-6.3%).

## Geografia
De acordo com o United States Census Bureau tem uma área de
1,1 km², dos quais 1,1 km² cobertos por terra e 0,0 km² cobertos por água. Elmer localiza-se a aproximadamente 399 m acima do nível do mar.

## Localidades na vizinhança
O diagrama seguinte representa as localidades num raio de 28 km ao redor de Elmer.